# Edward Wychowaniec
Edward Wychowaniec (ur. 25 listopada 1924 w Wilnie, zm. 19 września 2006) – polski dyplomata, ambasador PRL w Algierii (1962–1966), Brazylii (1977–1982) i Kolumbii (1980–1983), konsul generalny w Paryżu (1956–1963, 1986–1989).

## Życiorys
Edward Wychowaniec ukończył studia wyższe z tytułem magistra. Od 15 października 1956 do 18 lipca 1989 był pracownikiem Ministerstwa Spraw Zagranicznych. Konsul Generalny PRL w Paryżu (od 15 października 1956 do 30 czerwca 1963). Następnie, do 15 czerwca 1966 naczelnik Wydziału Osobowego oraz następnie wicedyrektor Departamentu Kadr i Departamentu Konsularnego. Od 29 września 1966 do 8 kwietnia 1971 Ambasador Nadzwyczajny i Pełnomocny PRL w Algierii, akredytowany także w Tunezji, od 25 października 1973 do 1 czerwca 1977 ambasador w Brazylii. Po powrocie, od 1 sierpnia 1977 do grudnia 1979 wicedyrektor Protokołu Dyplomatycznego MSZ. Od 6 grudnia 1979 do 16 listopada 1982 ambasador w Kolumbii. Od 1 lutego 1983 do września 1986 wicedyrektor Departamentu Konsularnego MSZ. Karierę zakończył jako Konsul Generalny w Paryżu (1 października 1986 – 30 czerwca 1989).
W czasie pracy w Paryżu współpracował z wywiadem PRL pod pseudonimem „Zagłoba”.
W 1979 został odznaczony Krzyżem Oficerskim Orderu Odrodzenia Polski.
Pochowany na Cmentarzu Wojskowym na Powązkach.

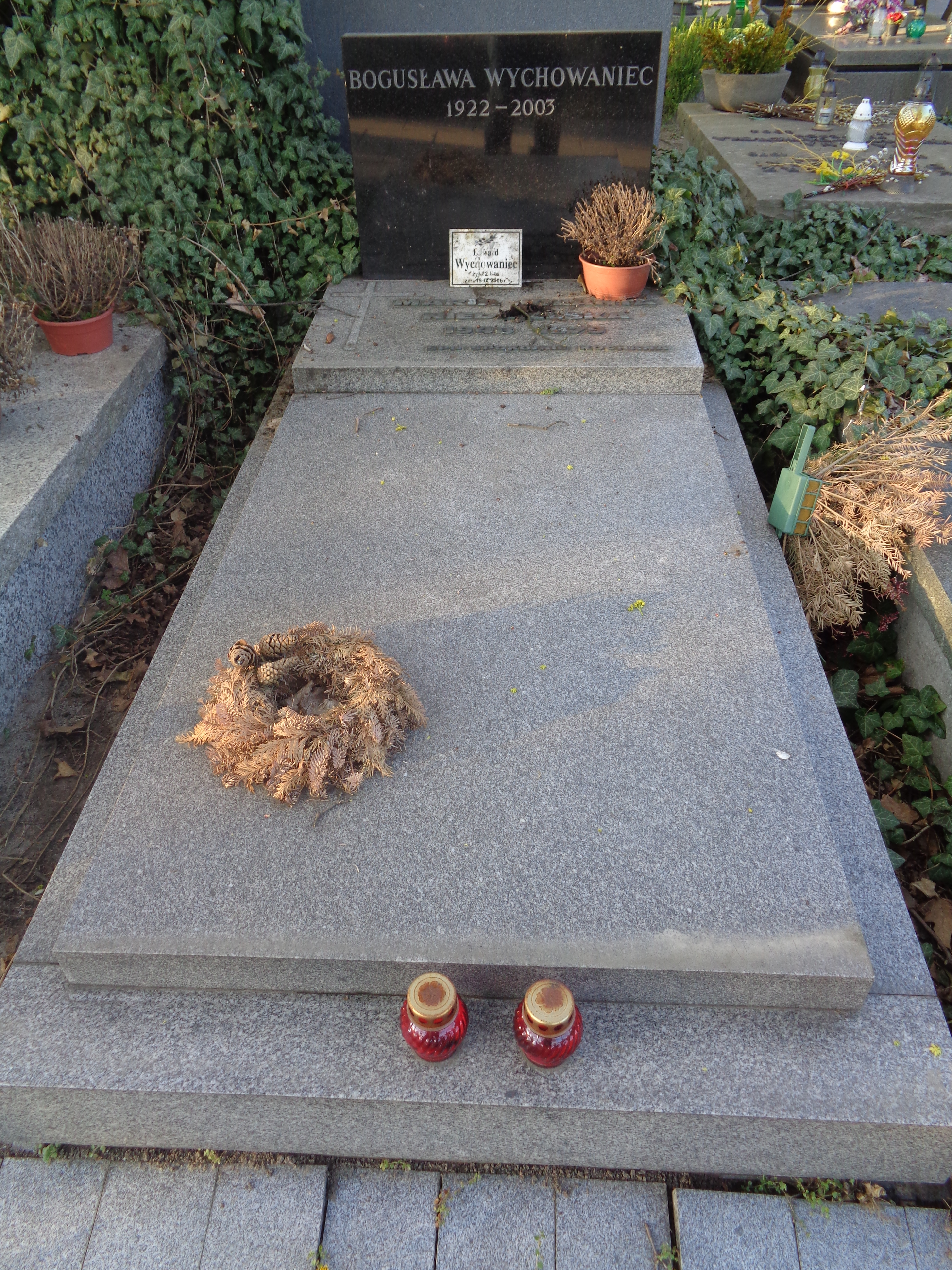
Grób Edwarda Wychowańca na Cmentarzu Wojskowym na Powązkach